# Gerichtsbezirk Gleisdorf

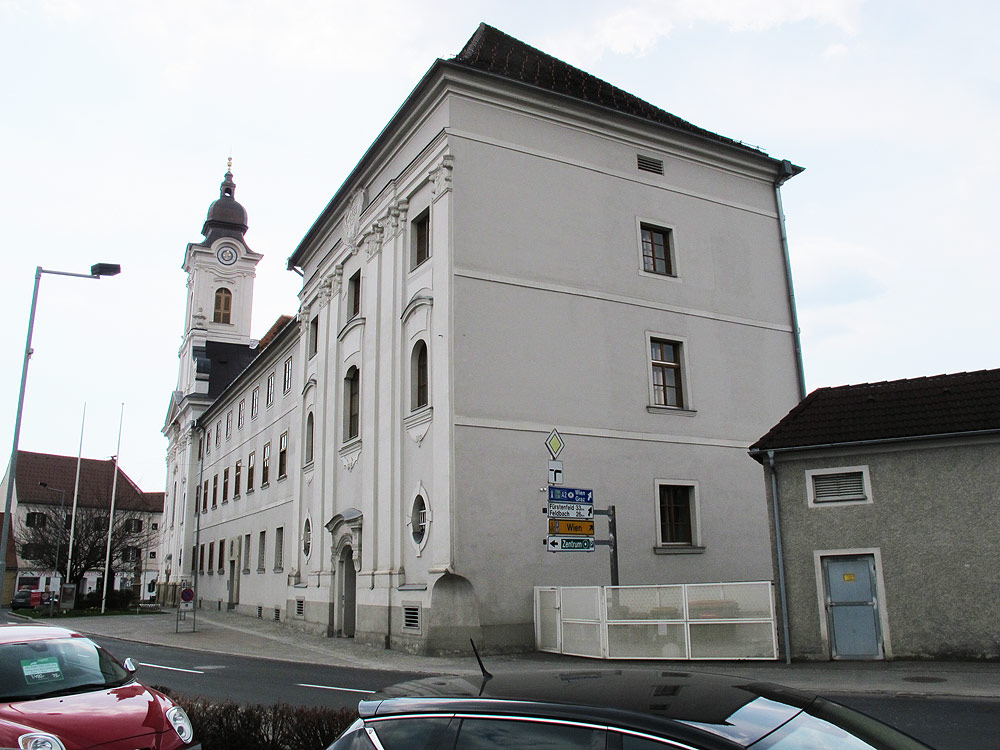
Bezirksgericht Gleisdorf (2013)

Der Gerichtsbezirk Gleisdorf war ein dem Bezirksgericht Gleisdorf unterstehender Gerichtsbezirk im Bundesland Steiermark. Er umfasste den südlichen Teil des politischen Bezirks Weiz.

## Geschichte
Der Gerichtsbezirk Gleisdorf wurde durch eine 1849 beschlossene Kundmachung der Landes-Gerichts-Einführungs-Kommission geschaffen. Er umfasste 62 „neue Ortsgemeinden“ (in Reihenfolge der Nennung; in Klammer die enthaltenen 66 Gemeinden, „1“= wie die Ortsgem.):
1. Pischelsdorf (1, Romatschachen)[3]
2. Rettenbach
3. Hart
4. Hirnsdorf
5. Gersdorf
6. Großpesendorf (1, Neudorf)
7. Pröbersdorf
8. Presguts
9. Prebuch
10. Reichendorf
11. Rohrbach
12. Kulming
13. Gschmeyer
14. Gnieß (1, Nagl)
15. Frößaugraben (1, Frößauberg)
16. Untergroßau
17. Arnwiesen
18. Egelsdorf
19. Sinabelkirchen
20. Unterrettenbach
21. Obergroßau
22. Oed und Ottendorf
23. Windisch-Pöllau
24. Windisch-Hartmannsdorf
25. Unterlaßnitz
26. Fünfing
27. Nitschaberg
28. Wolfsgruben
29. Nitscha
30. Kaltenbrunn
31. Gamling
32. Gleisdorf
33. Wünschendorf
34. Pirching
35. Hofstätten
36. Wetzawinkel
37. Takern I. Viertl
38. Takern II. Viertl
39. Zöbing
40. Kroisbach
41. Goggitsch
42. Margarethen
43. Entschendorf
44. Sulz
45. Labuch
46. Urscha
47. Ungerdorf
48. Flöking
49. Pircha
50. Wilfersdorf
51. Ludersdorf
52. Albersdorf
53. Wollsdorferegg
54. Postelgraben
55. Wollsdorf
56. Fünfing
57. Wolfsgruben
58. Affenberg
59. Brodersdorf
60. Höf
61. Präbach
62. Eggersdorf

Der Gerichtsbezirk Gleisdorf bildete im Zuge der Trennung der politischen von der judikativen Verwaltung
ab 1868 gemeinsam mit den Gerichtsbezirken Birkfeld und Weiz den Bezirk Weiz.
Nach dem Anschluss Österreichs 1939 wurde das Gericht in Amtsgericht Gleisdorf umbenannt und war nun dem Landgericht Graz nachgeordnet. 1945 erhielt es wieder den Namen Bezirksgericht.
Mit dem 1. Juli 2014 wurden der Gerichtsbezirk aufgelöst und die Gemeinden dem Gerichtsbezirk Weiz zugewiesen.

## Gerichtssprengel
Der Gerichtsbezirk Gleisdorf umfasste zuletzt 19 Gemeinden:
Albersdorf-Prebuch, Gersdorf an der Feistritz, Gleisdorf, Hirnsdorf, Hofstätten an der Raab, Ilztal, Kulm bei Weiz, Labuch, Laßnitzthal, Ludersdorf-Wilfersdorf, Markt Hartmannsdorf, Nitscha, Oberrettenbach, Pischelsdorf in der Steiermark, Preßguts, Reichendorf, St. Margarethen an der Raab, Sinabelkirchen und Ungerdorf.